# パイレーツ!
パイレーツ!（Pirates!）は、シド・マイヤー製作の人生シミュレーションゲームである。
日本語版はマイクロプローズ・ジャパンからPC-98用とPC-88用が発売されていた。
元々はコモドールC64やPC-AT用であったが、2004年、Sid Meier's Pirates!としてWindowsにリメイクされて発売されている。

## 概要
1560年から1700年にかけての西インド諸島を舞台に、プレイヤーは海賊として生活する。
海賊としてはもとより、イギリス、フランス、オランダ、スペインの4カ国の領事に取り入り、各国の勲位を得ることも、物価の違いを利用して商業に励むこともできる。
それらの過程において、賞金首を捕らえたり、離別した家族の捜索、隠された宝物の捜索などのランダム・イベントが展開される。
自由度が非常に高く、シド・マイヤーの作品としてはシヴィライゼーションと並び最も評価が高い。

## 船舶目録
パイレーツ!において、船は大きければ大きいほど有利というわけではない。大きければ多くの貨物、大砲を積むことが可能であるが、多くの船員を必要とし、小回りが効かない。このため、パイレーツ!では小型帆船で大型船を翻弄することができるのである。
- スペインのガレオン船
- スペインの戦闘用ガレオン船
- 高速ガレオン船
- フリゲート艦
- 商船(マーチャントマン)
- 輸送船
- バルク型帆船
- スループ型帆船
- ピンネス型帆船